# Ōita
Ōita (Nhật: 大分県 (Đại Phân Huyện) Hepburn: Ōita-ken) là một tỉnh của Nhật Bản nằm trên đảo Kyūshū. Trung tâm hành chính là thành phố Ōita.

## Địa lý
Ōita nằm ở bờ biển phía Đông Bắc của đảo Kyūshū. Được bao quanh bởi eo biển Suo và đảo Honshū ở phía Bắc, eo biển Iyo và đảo Shikoku ở phía Đông. Nó giáp tỉnh Miyazaki về phía Nam và tỉnh Fukuoka và Kumamoto về phía Tây.
Tỉnh này được bao phủ phần lớn bởi núi và chỉ có đồng bằng nhỏ hẹp ở eo biển.

## Lịch sử
Sau cuộc Minh Trị Duy tân, Bungo và phần phía Nam tỉnh Buzen được hợp thành tỉnh Ōita. Những tỉnh đó đã được phân chia giữa nhiều daimyo địa phương, do đó một thị trấn thành trì lớn không bao giờ được nhập vào Ōita.

## Hành chính
Các thành phố:
- Beppu
- Bungo-ōno
- Bungotakada
- Hita
- Kitsuki
- Kunisaki
- Nakatsu
- Ōita (thủ phủ)
- Saiki
- Taketa
- Tsukumi
- Usa
- Usuki
- Yufu

## Giáo dục
- Đại học Oita
- Đại học APU

## Thể thao
Các đội thể thao được liệt kê dưới đây có trụ sở ở Oita.

Bóng đá
- Oita Trinita

Bóng rổ
- Oita Heatdevils (Beppu)

Bóng chuyền
- Oita Miyoshi Weisse Adler (Oita)

Futsal
- Vasagey